# 가장 많이 팔린 일본 만화 목록
이 목록은 많이 팔린 만화들을 모아놓은 곳이다.

## 1억부 이상
- 원피스 102권 (1997년 ~ 현재) : 오다 에이치로( 기네스북 등재) 사실상 드래곤볼을 뛰어넘을 수 없지만 판매량은 드래곤볼을 능가함.
- 드래곤볼 42권 (1984년 ~ 1995년) : 토리야마 아키라
- 고르고13 197권 (1968년 ~ 현재)
- 나루토 72권 (1999년 ~ 2014년)
- 명탐정 코난 101권 (1994년 ~ 현재)
- 블랙잭 25권 (1973년 ~ 1983년)
- 여기는 잘나가는 파출소 200권 (1976년 ~ 2016년)
- 맛의 달인 111권 (1983년 ~ 2014년)
- 슬램 덩크 31권 (1990년 ~ 1996년)
- 귀멸의 칼날 23권 (2016년 ~ 2020년)
- 블리치 74권 (2001년 ~ 2016년)
- 철완 아톰 23권 (1952년 ~ 1968년)
- 진격의 거인 32권 (2009년 ~ 현재)
- 도라에몽 45권 (1969년 ~ 1996년)
- 북두의 권 27권 (1983년 ~ 1988년)
- 죠죠의 기묘한 모험 127권 (1987년 ~ 현재)
- 소년탐정 김전일 86권 (1992년 ~ 현재)
- 터치 26권 (1981년 ~ 1986년)

## 5천만부 ~ 1억부
- BADBOYS 22권 (1988년 ~ 1996년)
- GTO 25권 (1997년 ~ 2002년)
- H2 34권 (1992년 ~ 1999년)
- 강철의 연금술사 27권 (2001년 ~ 2010년)
- 근육맨 65권 (1979년 ~ 현재)
- 꽃보다 남자 37권 (1992년 ~ 2003년)
- 나의 히어로 아카데미아  (2014년 ~ 2024년)
- 더파이팅 127권 (1989년 ~ 현재)
- 데빌맨 5권 (1972년 ~ 1973년)
- 드래곤 퀘스트 37권 (1989년 ~ 1996년)
- 란마1/2 38권 (1987년 ~ 1996년)
- 메이저 78권 (1994년 ~ 2010년)
- 바람의 검심 28권 (1994년 ~ 1999년)
- 바키 158권 (1991년 ~ 현재)
- 배가본드 37권 (1998년 ~ 2015년)
- 비바블루스 42권 (1988년 ~ 1997년)
- 사자에상 45권 (1946년 ~ 1974년)
- 삼국지 60권 (1971년 ~ 1986년)
- 슛! 33권 (1990년 ~ 1993년)
- 시티헌터 35권 (1985년 ~ 1991년)
- 유유백서 19권 (1990년 ~ 1994년)
- 은혼 77권 (2003년 ~ 2019년)
- 이누야샤 56권 (1996년 ~ 2008년)
- 이니셜 D 48권 (1995년 ~ 2013년)
- 주술회전 16권 (2018년 ~ 현재)
- 캡틴 츠바사 92권 (1981년 ~ 현재)
- 코브라 18권 (1978년 ~ 1984년)
- 킹덤 59권 (2006년 ~ 현재)
- 테니스의 왕자 42권 (1999년 ~ 2008년)
- 페어리 테일 63권 (2006년 ~ 2017년)
- 하이큐!! 45권 (2012년 ~ 2020년)
- 헌터X헌터 38권 (1998년 ~ 2018년)

## 3천만부 ~ 5천만부
- 20세기 소년 (1999년 ~ 2006년)
- 3X3 EYES 40권 (1987년 ~ 2002년)
- Bastard!!! 27권 (1988년 ~ 현재)
- SPY×FAMILY 12권 (2019년 ~ 현재)
- WORST 33권 (2002년 ~ 2013년)
- 가정교사 히트맨 REBORN! 42권 (2004년 ~ 2012년)
- 괴짜가족 90권 (1993년 ~ 현재)
- 나나 (2000년 ~ 2009년)
- 낚시광 산페이 (1973년 ~ 1983년)
- 너에게 닿기를 30권 (2005년 ~ 2017년)
- 노다메 칸타빌레 (2001년 ~ 2009년)
- 다이아몬드 A (2006년 ~ 현재)
- 닥터 슬럼프 (1980년 ~ 1984년)
- 달의 요정 세일러문 18권 (1991년 ~ 1997년)
- 데스노트 12권 (2003년 ~ 2006년)
- 도쿄 구울 30권 (2011년 ~ 2018년)
- 마루코는 아홉살 16권 (1986년 ~ 2009년)
- 보스의 두얼굴 97권 (1983년 ~ 현재)
- 비밥하이스쿨 (1983년 ~ 2013년)
- 샐러리맨 킨타로 30권 (1994년 ~ 2002년)
- 샤먼킹 32/35권 (1998년 ~ 2004년)
- 세인트 세이야 28권 (1986년 ~ 1990년)
- 시끌별 녀석들 34권 (1978년 ~ 1987년)
- 아빠는 요리사 154권 (1985년 ~ 현재)
- 왕가의 문장 (1976년 ~ 현재)
- 원펀맨 22권 (2012년 ~ 현재)
- 유괴소년 호야 33권 (1990년 ~ 1996년)
- 유희왕 (1996년 ~ 2004년)
- 일곱개의 대죄 (2012년 ~ 2020년)
- 쟈린코 치에 극장판 67권 (1978년 ~ 1997년)
- 카멜레온 47권 (1990년 ~ 1999년)
- 쿠로코의 농구 30권 (2008년 ~ 2014년)
- 크레용 신짱 50권 (1990년 ~ 2010년)
- 크로우즈 26권 (1990년 ~ 1998년)
- 토카엔 48권 (1972년 ~ 1981년)
- 후르츠 바스켓 23권 (1998년 ~ 2006년)

## 같이 보기
- 만화